# Emanuele Del Vecchio
Emanuele Del Vecchio, all'anagrafe Emmanuele Del Vecchio (São Vicente, 24 settembre 1934 – Santos, 7 ottobre 1995), è stato un calciatore brasiliano, di ruolo attaccante.

## Carriera
Di famiglia di origine italiana (il nonno Emanuele era di Barletta), cresciuto nel Santos, Del Vecchio esordisce nel 1954 in prima squadra, ma nel 1956 il suo posto venne preso dal precoce Pelé.
Nel 1957 si trasferì in Italia al Verona, con cui esordì in Serie A il 13 ottobre 1957 in Roma-Verona (2-1). L'anno seguente passò al Napoli in cui rimase per 3 stagioni. Nel novembre 1962, dopo aver giocato nel Padova, fu acquistato dal Milan, con cui disputò in totale 12 partite realizzando 5 gol.
Nel marzo del 1963 si trasferì in Argentina al Boca Juniors, per poi tornare in patria al San Paolo, al Bangu e all'Atlético Paranaense, dove chiuse la carriera nel 1970.
In carriera ha totalizzato complessivamente 125 presenze e 51 reti in serie A, con all'attivo l'exploit di cinque reti realizzate in Verona-Sampdoria 5-3 nella stagione 1957-58.
Morì il 7 ottobre 1995, dopo che il fidanzato della figlia, a seguito di una lite, gli aveva sparato.

## Palmarès

### Club
- Coppa dei Campioni: 1

Milan: 1962-1963
- Campionato paulista: 2

Santos: 1955, 1956,

### Individuale
- Capocannoniere del Campionato paulista: 1

1955 (23 gol)